# Dennis Ritchie
Dennis MacAlistair Ritchie (Bronxville, 9. rujna 1941. – Murray Hill, New Jersey, 12. listopada 2011.) je bio američki računalni znanstvenik poznat po svojem utjecaju na ALTRAN, B, BCPL, C, Multics i Unix. Dobio je Turingovu nagradu 1983. i Nacionalnu medalju tehnologije 1998 21. travnja 1999. godine. Ritchie je bio vođa odsjeka za istraživanje sistemske programske podrške tvrtke Lucent Technologies do umirovljenja 2007. godine.

## Pozadina
Rođen u Bronxvilleu, New York, Ritchie je diplomirao na Harvardu u fizici i primijenjenoj matematici. 1967. je počeo raditi u istraživačkom centru računarskih znanosti Bell Labsa.

## C i Unix
Ritchie je najpoznatiji kao tvorac programskog jezika C i ključni razvijatelj operacijskog sustava Unix, te kao koautor definitivne knjige o C-u, The C Programming Language, na koju se obično referira sa samo 'K/R' ili K&R (kao referenca na autore Kernighana i Ritchieja).
Ritchiejev izum C-a i uloga u razvoju Unixa skupa s Kenom Thompsonom mu pridaje važnu pionirsku ulogu suvremenog računarstva. C jezik se naširoko koristi i danas u razvoju aplikacija i operacijskih sustava, i njegov je utjecaj prisutan u većini suvremenih programskih jezika. Unix je također bio utjecajan, postavljajući koncepte i principe koji su danas naširoko prihvaćeni u računarstvu. Popularni operacijski sustav Linux i njegovi alati su potomci Ritchiejevog rada a i operacijski sustav Windows uključuje alate za Unix kompatibilnost i C prevoditelje za razvijatelje.
Ritchie je rekao da je stvaranje jezika C 'izgledalo kao dobra stvar koju je trebalo napraviti' i da bi bilo tko na istom mjestu u isto vrijeme napravio isto, iako je kolega iz Bell Labsa Bjarne Stroustrup, razvijatelj jezika C++, rekao 'u slučaju da je Dennis odlučio potrošiti desetljeće na ezoteričnu matematiku, Unix bi još bio novorođenče'.
Slijedeći uspjeh Unixa, Ritchie je nastavio istraživanje operacijskih sustava i programskih jezika doprinoseći operacijskim sustavima Plan 9 i Inferno te programskom jeziku Limbo.

## Nagrade

### Turingova nagrada
1983. Ritchie i Ken Thompson su dobili Turingovu nagradu za zajednički razvoj generičke teorije operacijskih sustava te specifično prilikom ostvarenja operacijskog sustava UNIX. Ritchiejeva lekcija za Turingovu nagradu je bila naslovljena "Reflections on Software Research."

### Nacionalna medalja tehnologije
27. travnja 1999. Thompson i Ritchie su zajednički primili Nacionalnu medalju tehnologije za 1998. godinu od strane predsjednika Billa Clintona za zajednički izum operacijskog sustava UNIX i programskog jezika C koji su vodili ka enormnim napredcima u računalnom sklopovlju, programskoj podršci, mrežnim sustavima i stimuliranom rastu cijele industrije, povećujući američko vodstvo u informacijskom dobu
.

## Nadimci
Dennis Ritchie je često zvan "dmr" (njegova Bell Labs e-mail adresa) u različitim Usenet grupama (poput comp.lang.c).

## Ritchiejevi spisi
- The C Programming Language (1978. s Brianom Kernighanom vidi K&R)
- Unix Programmer's Manual (1971.)

## Citati
- "Nisam sad, niti sam ikad bio, član društva polubogova"[3]
- "Usenet je čudno mjesto."[4]
- "UNIX je u osnovi jednostavan operacijski sustav, ali morate biti genij da biste razumjeli jednostavnost."[nedostaje izvor]

## Vanjske poveznice
- Web stranica Dennisa Ritchiea
- Transkript intervjua s Dennisom Ritchiejem – Intervju Michaela S. Mahoneya
- Intervju s Dennisom M. Ritchiem - Manuela Beneta (objavljen u LinuxFocus.org u srpnju 1999.)
- Unix.se DMR intervju objavljen 7. veljače 2003
- Ritchie i Thompson primaju Nacionalnu medalju tehnologije od predsjednika Clintona
- Video - TechNetCast u Bell Labsu: Dennis Ritchie i Brian Kernighan (15.5.1999)
- The future according to Dennis Ritchie - LinuxWorld.com 12/4/00
- The Limbo Programming Language  Arhivirana inačica izvorne stranice od 19. lipnja 2017. (Wayback Machine) autora Dennisa Ritchiea